# Tanjung Balai
Tanjung Balai (Indonesisch: Kota Tanjungbalai), voorheen bekend als Tanjungbalai-Asahan, is een stad in de provincie Noord-Sumatra, Indonesië, aan de monding van de rivier de Asahan. Ze heeft een oppervlakte van 107,8 vierkante kilometer en is naar bevolking de zesde grootste kota in Noord-Sumatra met 154.426 inwoners bij de volkstelling van 2010, en 155.782 bij de volkstelling van 2015. De stad heeft een veerhaven met verbindingen naar Port Klang, Maleisië en het stadseiland Singapore. Het was vroeger een district van het Regentschap van Asahan tot het stadsstatus kreeg, maar hij bijvoegsel "Asahan" wordt nog steeds gebruikt om het te onderscheiden van de haven met dezelfde naam op het eiland Great Karimun.

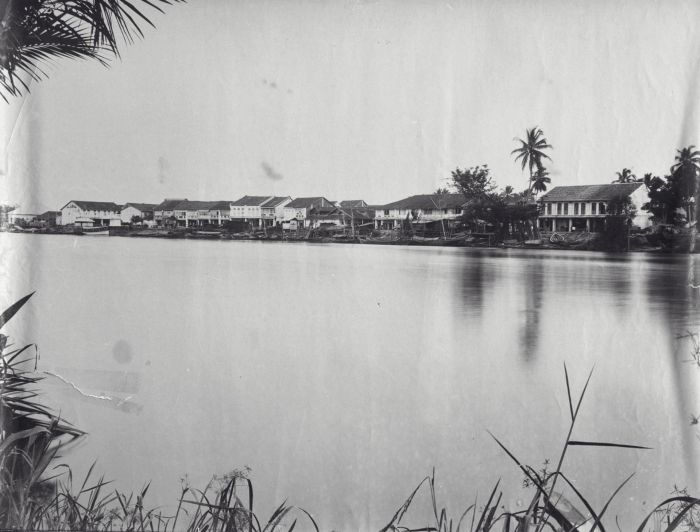
Tanjungbalai in 1895

## Administratieve afdelingen
De stad is administratief verdeeld in zes districten (kecamatan), hieronder weergegeven met de bevolkingsaantallen bij de volkstelling van 2010:
| Naam                                     | Volkstelling 2010 |
| ---------------------------------------- | ----------------- |
| Datuk Bandar                             | 33.797            |
| Datuk Bandar Timur (Oost-Datuk Bandar)   | 26.942            |
| Tanjungbalai Selatan (Zuid-Tanjungbalai) | 19.330            |
| Tanjungbalai Utara (Noord-Tanjungbalai)  | 15.862            |
| Sei Tualang Raso                         | 22.712            |
| Teluk Nibung                             | 35.802            |

## Tanjungbalai Asahan Port (Teluk Nibung Port)
De haven heeft magazijnfaciliteiten en stapelvelden. Deze haven voert ook vracht- en passagiersdiensten uit met activiteiten voornamelijk in de export van groenten en vis naar Maleisië. De haven heeft passagiersdiensten naar Port Klang en Port of Melintang Forest, Perak. De passagiersterminal van Teluk Nibung heeft momenteel een oppervlakte van ongeveer 2500 vierkante meter, bestaande uit twee verdiepingen met een capaciteit van ongeveer 800 personen. De eerste verdieping wordt gebruikt voor inchecken, douane, immigratie bij aankomst, VIP-kamers, quarantainekamers en de tweede verdieping voor immigratiekamers voor vertrek, wachtkamers voor passagiers, food court en coffeeshops.